# Муксун
Муксу́н (лат. Coregonus muksun) — вид лучепёрых рыб семейства лососевых. Максимальная длина тела 90 см, масса — до 13,8 кг. 

## Распространение
Встречается в Приморском крае: реках, которые впадают в реку Уссури в верхнем течении; в реках Сибири, опреснённых заливах Северного Ледовитого океана, в озёрах на полуострове Таймыр. Наиболее многочислен в Обь-Иртышском бассейне, где вылов превышал 1,5 тыс. тонн. На северо-востоке РФ граница распространения доходит до низовий Малого и Большого Анюев и Омолона. Муксун обитает только на территории России, в США и Канаде муксун не водится.

## Биология
Рацион состоит из моллюсков и придонных ракообразных. Нерестится осенью, в октябре — ноябре. Весной мальки скатываются с нерестилищ в низовья рек и эстуарии. 

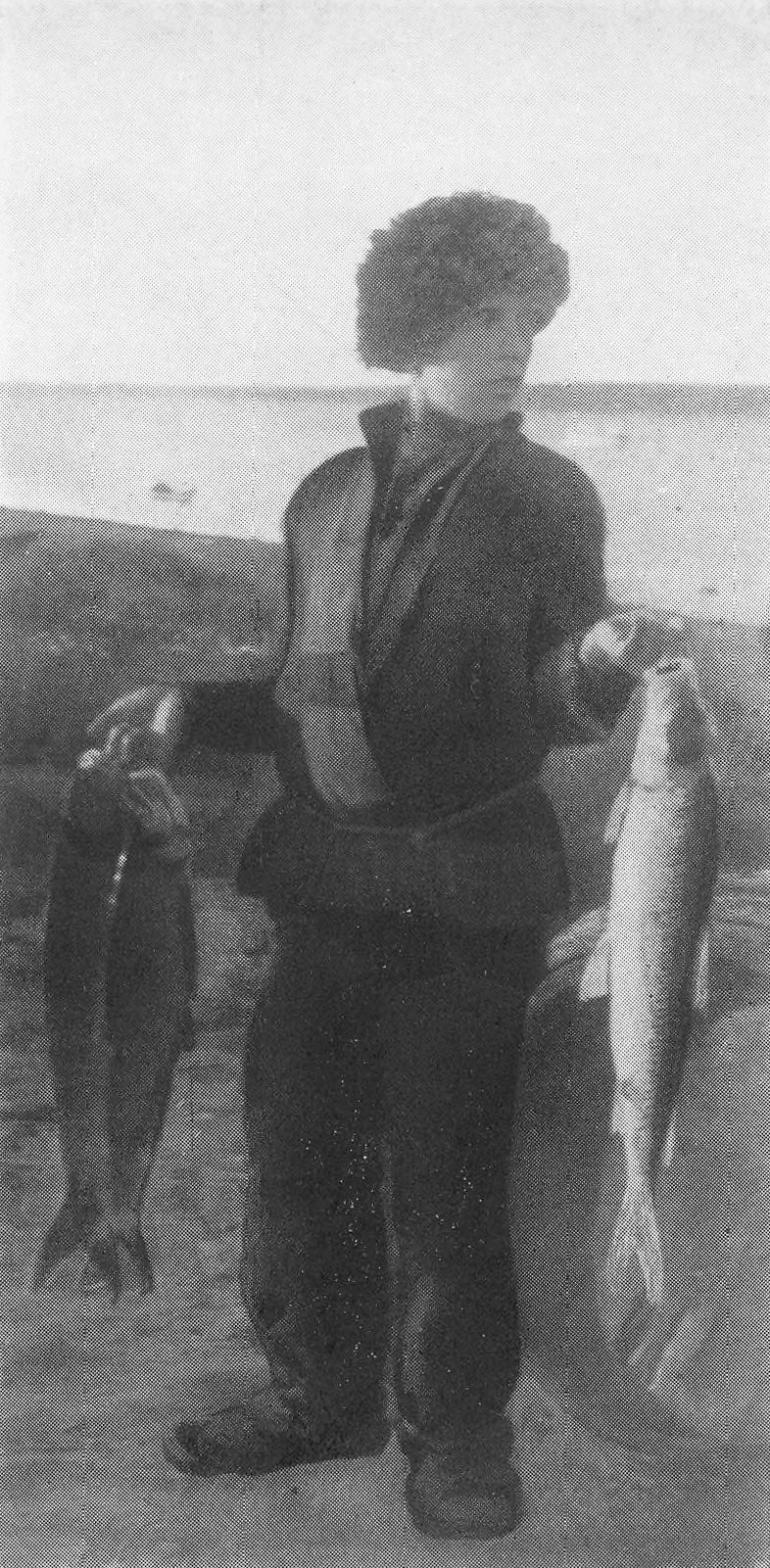
Муксун на Енисее, 1913

## История
В начале XX века в реке Томи муксуна было столько, что томичей называли «муксунниками». Однако в последние годы численность муксуна резко сокращается, особенно в Обской губе из-за действий газодобывающей промышленности. Именно добыча газа в регионах резко сократила популяцию рыбы. 
С 2014 года в Томской и Тюменской областях, Ханты-Мансийском и Ямало-Ненецком автономных округах введены ограничения на промысел муксуна. С 2017 года вылов муксуна запрещён в Западно-Сибирском рыбохозяйственном бассейне (за исключением аквакультурных и научно-исследовательских проектов). 
Муксун — объект искусственного воспроизводства и товарного рыбоводства.

## Пищевые качества
Муксун является ценной промысловой рыбой, деликатесом. Мясо муксуна очень нежное и жирное, почти без межмышечных костей. Свежего муксуна нужно всего лишь присыпать солью на час, полтора. Также это один из видов, использующихся для строганины.